# Srirampura
Srirampura là một thị trấn thống kê thuộc huyện Mysore, bang Karnataka, Ấn Độ. Thị trấn này nằm hoàn toàn trong thành phố Mysore.

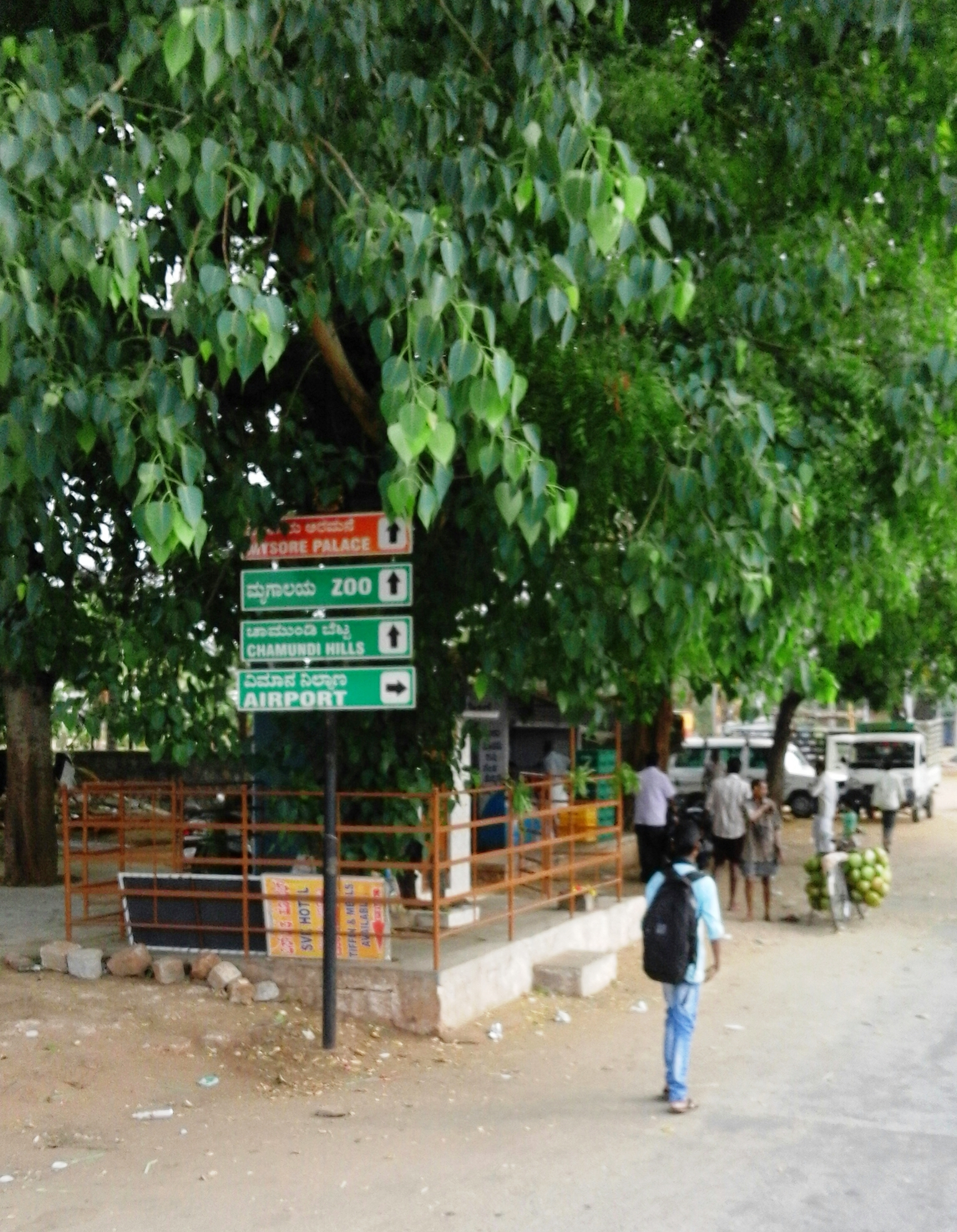
Srirampur Highway

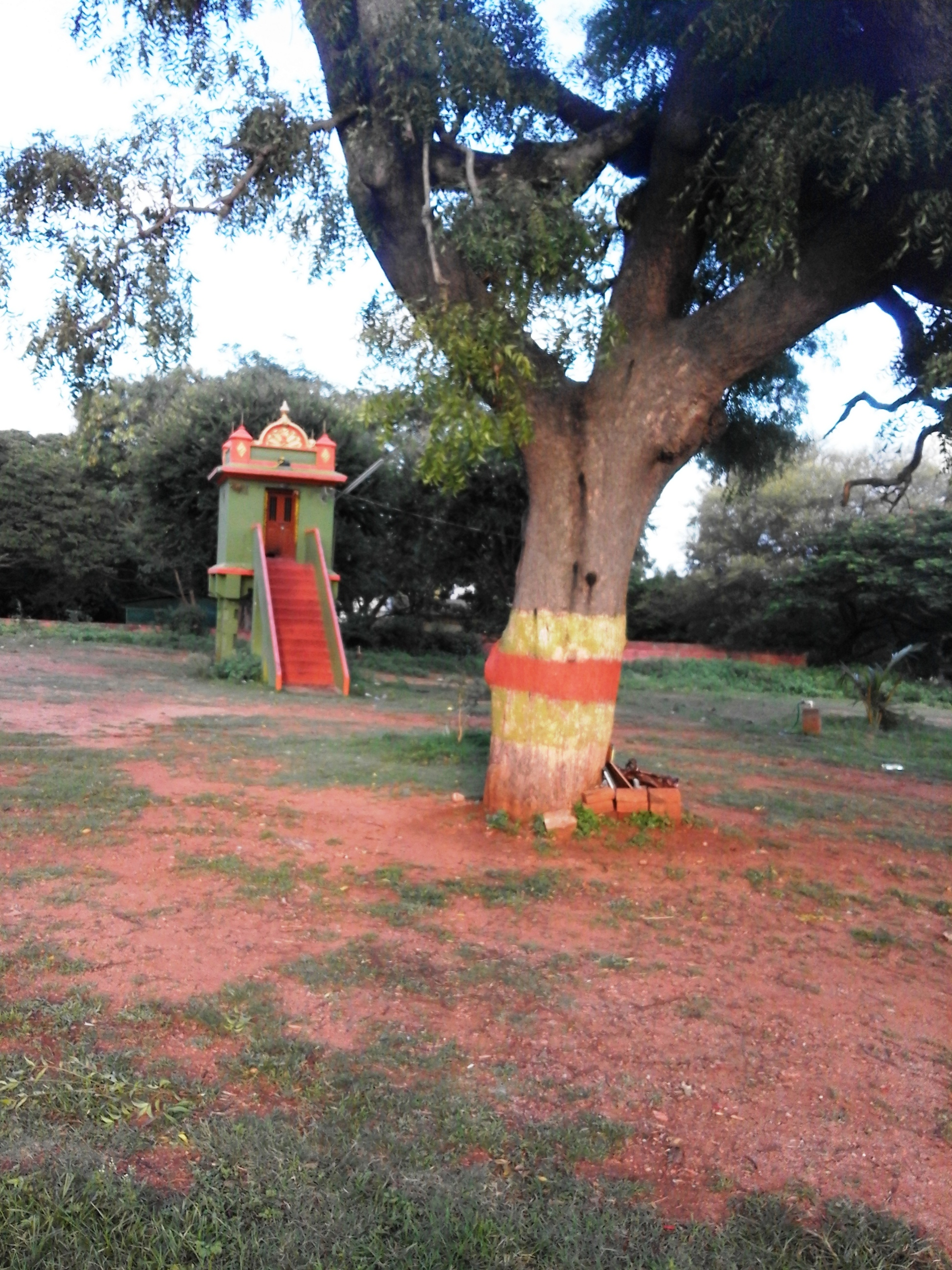
Ammari Amman Temple, Mananthavady Road

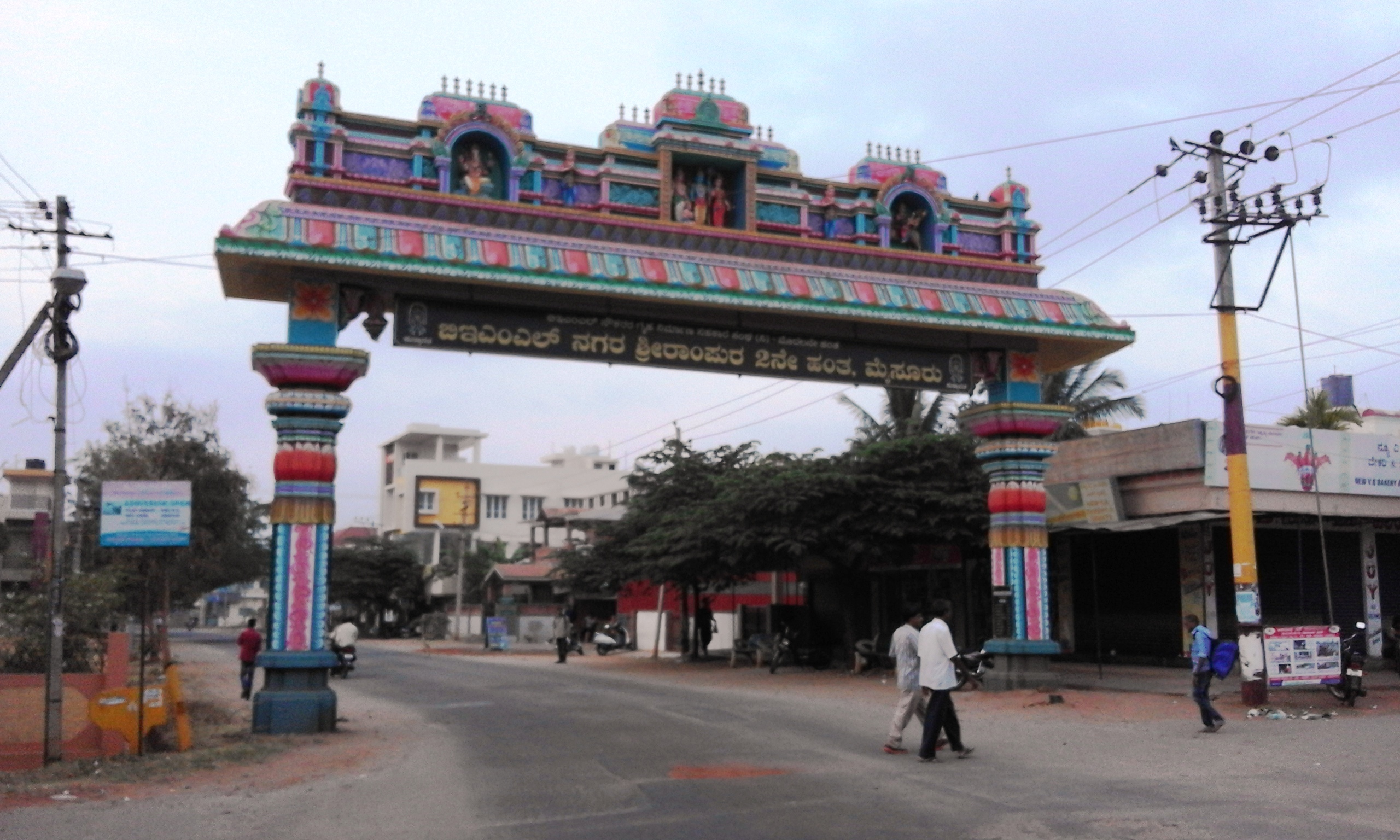
BEML Nagar, Srirampura

## Hình ảnh

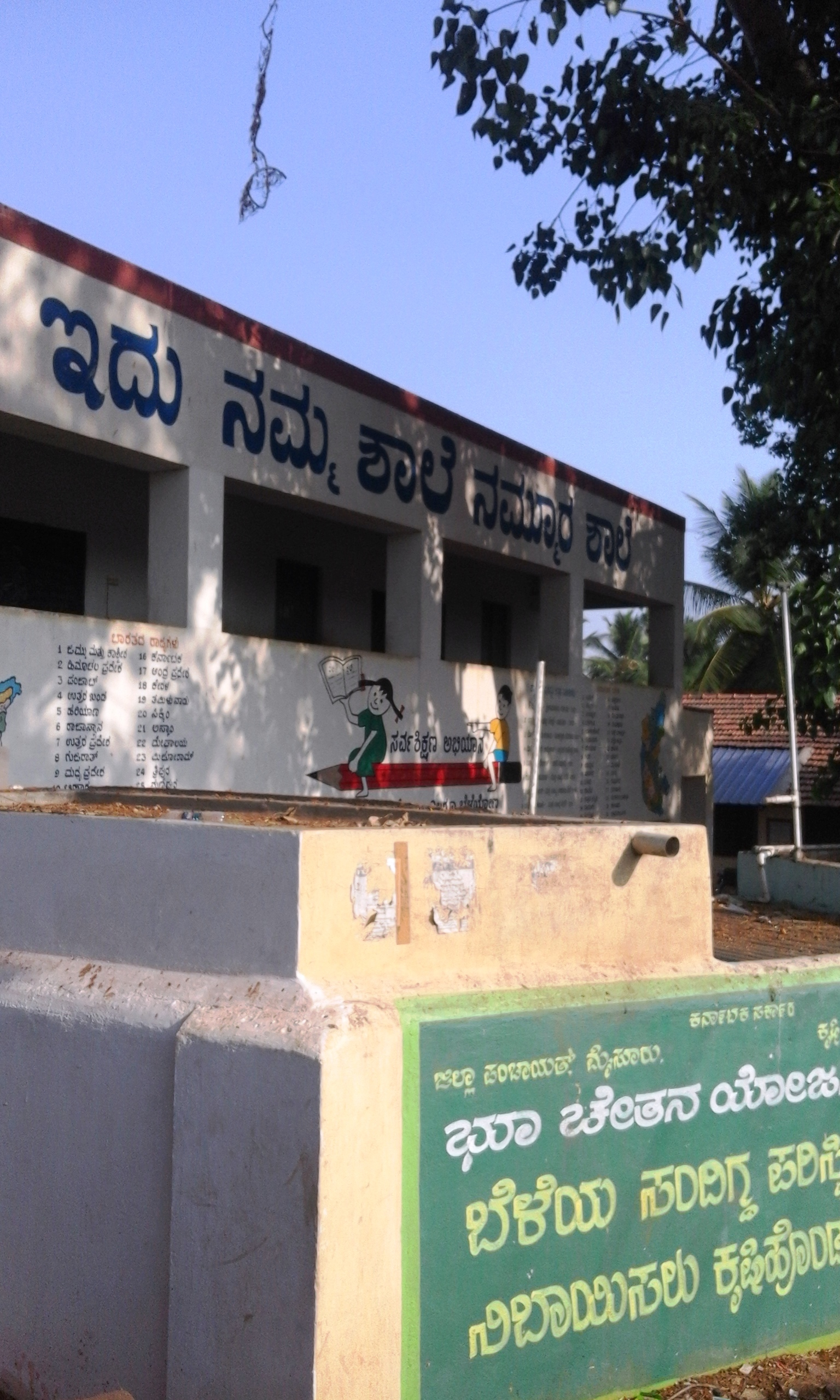
School in Srirampur
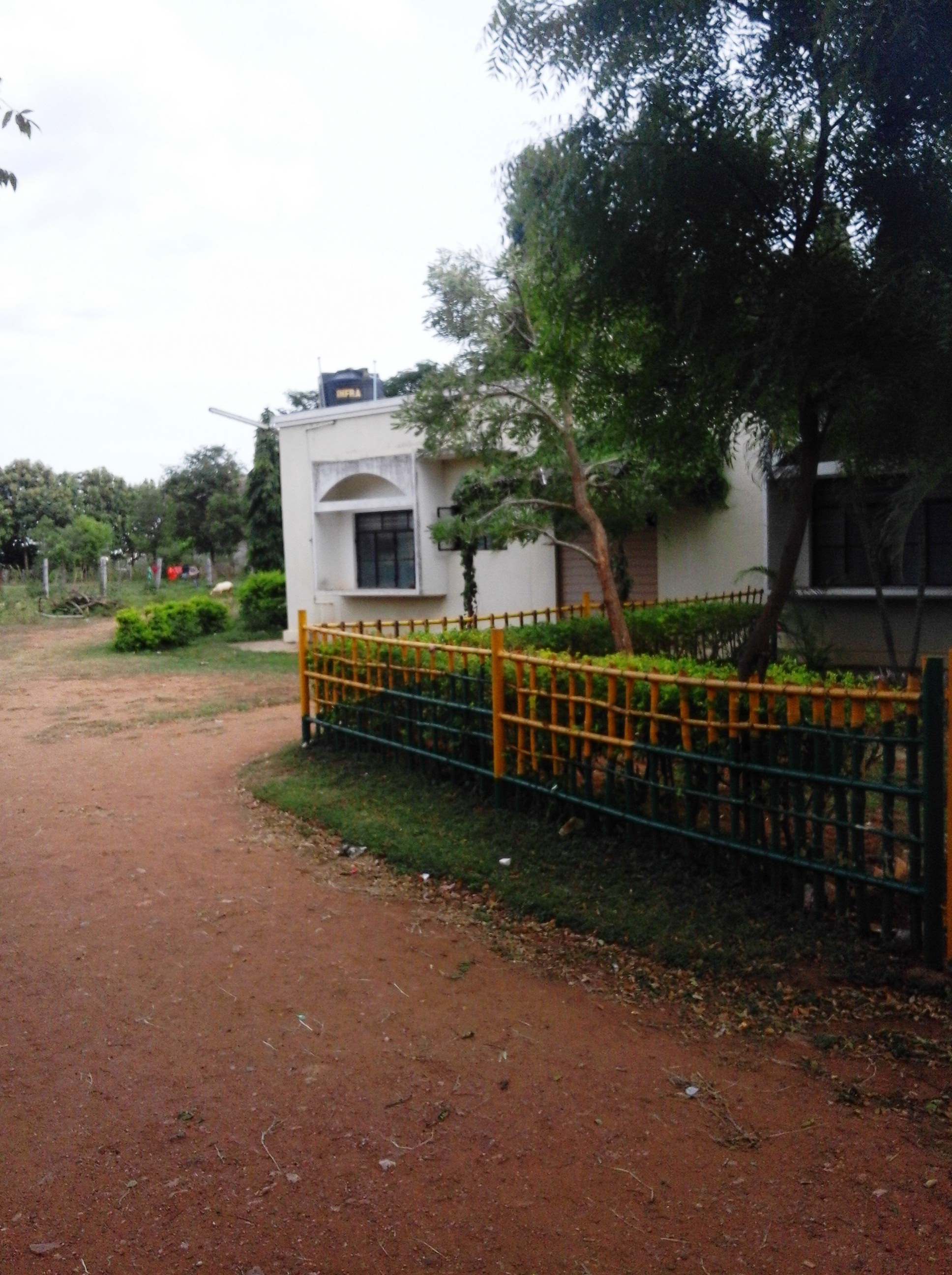
State Resource Center